# Frederike Euler
Frederike Euler (* 9. April 1989) ist eine deutsche Theater- und Filmschauspielerin.

## Leben
Frederike Euler verbrachte die Kindheit in Potsdam. Dort besuchte sie das renommierte Evangelische Gymnasium Hermannswerder. Bereits im Alter von sechs Jahren stand sie vor der Kamera. Zudem engagierte sie sich vor allem im schulischen Bereich auch auf der Theaterbühne.
Ihren ersten Fernsehauftritt hatte sie im Jahr 1996. In dem TV-Kurzfilm Gigi und Lumpi spielte sie die Hauptrolle. In den folgenden Jahren agierte sie in diversen Fernsehserien mit. Bekannt wurde Euler vor allem durch ihre Rolle der Jeanette in der ZDF-Serie Der Landarzt. Dort spielte sie von 2001 bis 2007 die Stieftochter des Arztes Ulli Teschner. Auf Grund ihrer schulischen Laufbahn waren ihre Auftritte jedoch unregelmäßig und immer wieder unterbrochen.
In Kinofilmen war Euler bisher viermal zu sehen. Erstmals im Jahr 2000 begab sie sich auf die Leinwand im Film Ausflug unter der Regie von Rainer Kaufmann.
Ihr Theaterengagement außerhalb der Schule begann 2002. Zuletzt spielte sie 2008 in In A Handbag frei nach „The Importance Of Being Earnest“ von Oscar Wilde.

## Filmografie
- 1996: Gigi und Lumpi (TV)
- 1997: Am liebsten Marlene (TV)
- 1997: Nina – Vom Kinderzimmer ins Bordell (TV)
- 1998: Für alle Fälle Stefanie (TV)
- 1998: Im Visier der Zielfahnder (TV)
- 1998: Männer und andere Katastrophen (TV)
- 1999: Mama ist unmöglich (TV)
- 2000: Ausflug
- 2000: Growing Up – Erwachsen werden
- 2002: Fahr zur Hölle, Schwester! (TV)
- 2006: FATALE – Kurzfilm im Rahmen des Britspotting Festivals
- 2006: Im Namen des Gesetzes (TV)
- 2006: Am Ende des Schweigens (TV)
- 2001–2007: Der Landarzt (36 Folgen)

## Diskografie
- 2001: Mir geht es gut (Hörspiel) Rolle: Maja